# Castel Thalhof
Castel Thalhof (in tedesco Schloss Thalhof) si trova a Leoben, comune austriaco nell'omonimo distretto appartenente al Land della Stiria. Venne edificato nel XV secolo.

## Storia

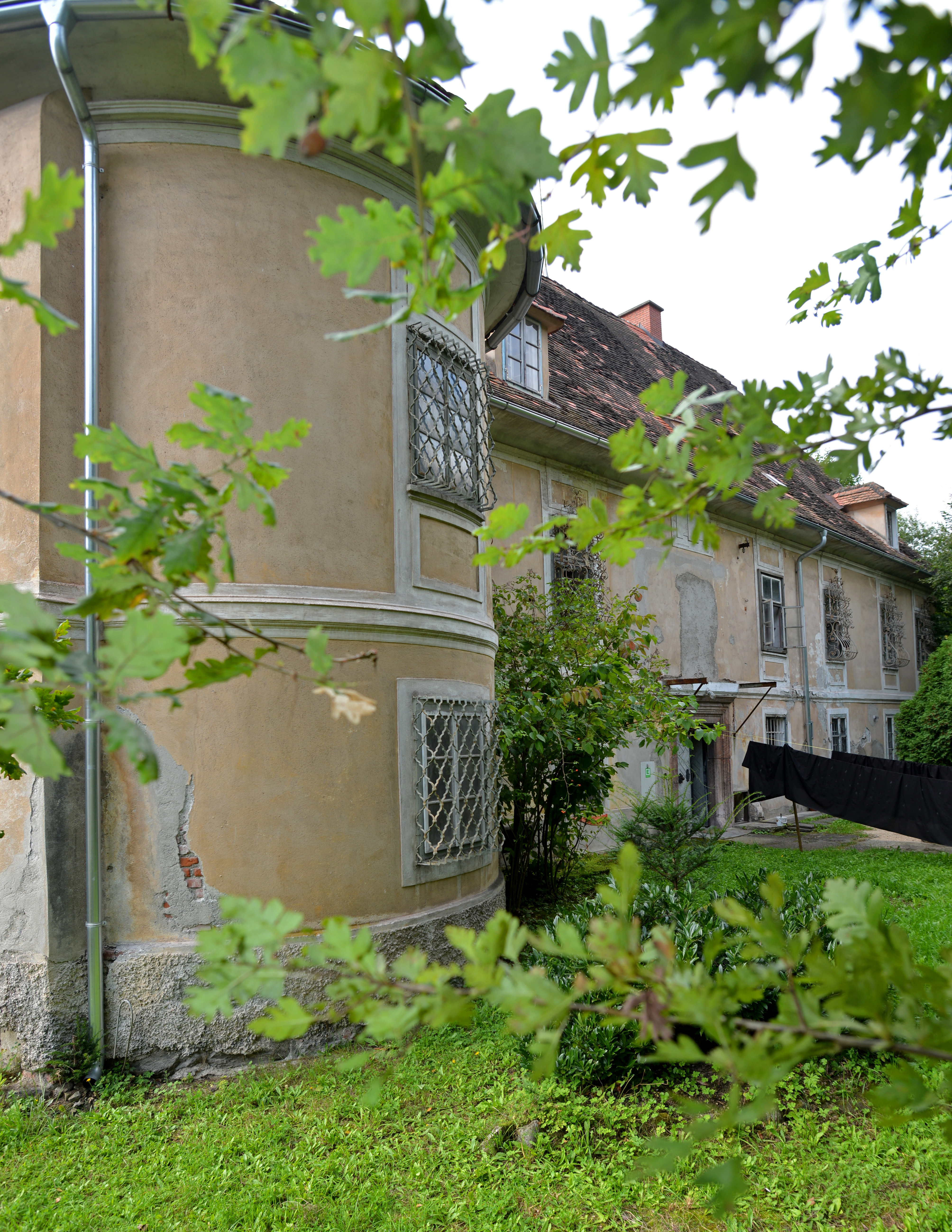
Castel Thalhof

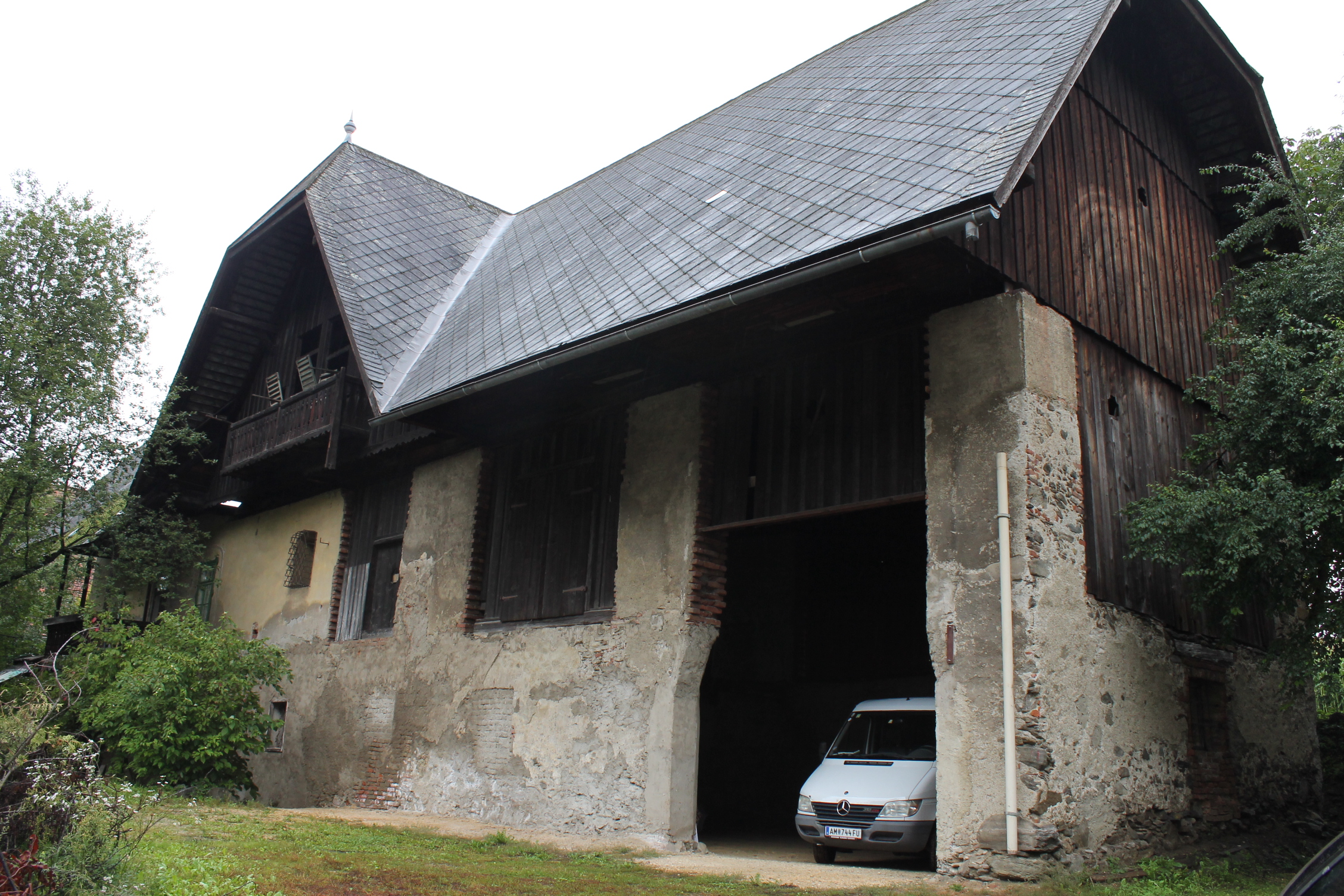
Edificio agricolo annesso al castello

Castel Thalhof viene menzionato per la prima volta nel XV secolo quando è proprietà dei signori di Saurau. La proprietà attuale è dell'artista ritrattista Robert Schöller.

## Descrizione
Castel Talhof si trova in località Kaltenbrunn nel comune austriaco Leoben appartenente all'omonimo distretto, Land della Stiria. Si tratta di un complesso signorile con l'edificio principale di grandi dimensioni, con due piani e con tetto a padiglione. Nella parte sud est si trova la torre rotonda che risale al XVI secolo mentre le facciate sono state rifatte nel XVIII secolo, e allo stesso periodo risalgono le caratteristiche inferriate delle finestre in ferro battuto. Nelle pertinenze si trova un fabbricato agricolo, un padiglione e il parco. Appartiene a Robert Schöller che lo utilizza come spazio espositivo per i suoi lavori.

### Bene architettonico tutelato
Castel Thalhof è stato posto sotto tutela dei monumenti da parte della Repubblica austriaca col numero 71245.